# Ліндсі Бенко
Ліндсі Бенко (англ. Lindsay Benko, 29 листопада 1976) — американська плавчиня.
Олімпійська чемпіонка 2000, 2004 років.
Чемпіонка світу з водних видів спорту 2003 року, призерка 1998 року.
Чемпіонка світу з плавання на короткій воді 2000, 2002, 2004 років.
Переможниця Пантихоокеанського чемпіонату з плавання 1997, 1999, 2002 років.